# Inspection générale de l'administration
Cet article possède un paronyme, voir Inspection générale de l'administration de l'Éducation nationale et de la recherche.
Pour les articles homonymes, voir IGA.
L'Inspection générale de l’administration (IGA) est une des inspections générales interministérielles de l’État. 
Grand corps de l’État, elle est chargée de missions d’évaluation des politiques publiques, d’audit des services, d’appui, de conseil et de contrôle pour les membres du Gouvernement.
Rattachée directement au ministre de l’Intérieur, elle est également le corps d’inspection du ministère de l’Intérieur et bénéficie d’une large autonomie de gestion. Elle exerce au nom des ministres chargés de l’Intérieur et de l’Outre-mer, le « contrôle supérieur » sur tous les personnels, services, établissements ou institutions qui en relèvent, ainsi que sur les « services et organismes sur lesquels les préfets exercent leur contrôle ». L’IGA est également à la disposition du ministère de la Cohésion des territoires et des relations avec les collectivités territoriales, créé en 2018.
Les missions de l’IGA couvrent un champ très vaste, qui comprend, au premier chef, les compétences régaliennes de l’État : sécurité intérieure, sécurité civile, exercice de la citoyenneté et relations avec les collectivités territoriales. Plus généralement, l’IGA intervient dans tous les domaines de l’action publique. A ce titre, elle reçoit des lettres de mission du Premier ministre, du ou des ministres intéressés et du ministre de l'Intérieur, relatives à des personnels, services, établissements, institutions et organismes relevant d'autres ministères. Les missions interministérielles représentent la majorité des missions réalisées par l’IGA.

Pour accomplir les missions qui leur sont confiées, les membres de l’inspection disposent de pouvoirs étendus. Soumis à des obligations déontologiques renforcées du fait de leurs fonctions, ils ont notamment l’obligation de renseigner une déclaration d’intérêts. La charte de déontologie de l’IGA fixe par ailleurs les principes de travail des inspecteurs, notamment l’indépendance, la loyauté, la collégialité, l’exemplarité, la réserve, la dignité, l’impartialité, la probité et l’objectivité.

## Histoire
L’IGA trouve ses racines historiques dans un long mouvement de constitution et de développement des inspections générales, né d’un besoin pour l’autorité centrale de savoir, de vérifier, de contrôler, d’unifier et de faire respecter les décisions et les orientations gouvernementales.
La fonction d’« Inspecteur général des hôpitaux civils et des maisons de force du royaume » est créée en 1781 par Necker, afin de faire prévaloir dans les services « les dispositions d'ordre et d'économie dont le gouvernement aura adopté les principes ». 
Supprimée en 1790, cette fonction réapparaît sous la Restauration, avec l’instauration progressive au ministère de l’Intérieur de trois inspections distinctes : l’Inspection générale des établissements de bienfaisance, l’Inspection générale des asiles d’aliénés et l’Inspection générale des prisons. 
C’est au sein de cette dernière qu’est instituée, en 1843, une fonction d’« inspectrice générale des prisons de femmes », confiée à Antoinette Lechevalier, première femme inspectrice générale en France.
En 1848, le Gouvernement de la Deuxième République consolide l'institution en regroupant ces trois inspections au sein de l’« Inspection générale des services administratifs » (IGSA), placée sous l’autorité du ministre de l’Intérieur.
En 1891, les compétences d’inspection sont étendues à tous les services du ministère de l’Intérieur et aux organismes qu’il contrôle. 
À l’initiative des ministres Waldeck Rousseau (1901) et Georges Clemenceau (1907), le statut de l’IGSA est progressivement renforcé pour garantir l’indépendance de ses membres (recrutement par concours, nomination par décret, autonomie d’organisation interne et de gestion). Au début des années 1920, l’IGSA devient un corps à vocation interministérielle placé sous l’autorité directe du ministre de l’Intérieur. Elle peut inspecter les services relevant d’un autre ministère, sous réserve de l’accord du ministre compétent. 
En 1948, l'IGSA devient l'Inspection générale de l’administration (IGA), dans un contexte profondément renouvelé par la création de l’Ecole nationale d’administration (ENA).

## Les missions
L'Inspection générale de l'administration a pour missions :
- d'inspecter et contrôler les services des ministères de l’intérieur et de l’outre-mer. Bien que ne représentant plus qu’une part restreinte de leur activité, cette mission traditionnelle est encore au cœur du métier des inspecteurs. Cette fonction est assurée soit dans le cadre de programmes annuels (comme le contrôle de l’utilisation des fonds communautaires ou des conditions de délivrance des titres), soit à l’occasion de missions ponctuelles où l’inspection intervient de façon rapide en réaction à un dysfonctionnement des services ou à la suite d’un accident ou d’une catastrophe naturelle ;
- de réaliser des audits et évaluer les politiques publiques. L’augmentation de ce type de mission au cours de l’année 2007 est révélatrice du souci accru d’efficacité et d’efficience de l’action publique. Outre les missions d’audits des programmes budgétaires et les suites des audits de modernisation lancés en 2006, l’IGA a largement contribué en 2007 à la révision générale des politiques publiques. Plus de la moitié des membres du corps ont ainsi participé à ces audits, que ce soit dans les domaines régaliens (intérieur, outre-mer, sécurité, immigration), relevant d’autres ministères (justice, affaires étrangères, écologie, éducation, culture) ou relatifs à des politiques publiques d’intervention (solidarité, famille, ville et logement, recherche et enseignement supérieur). L'évolution des attributions du Ministère de l'Intérieur conduit désormais l'IGA à intervenir régulièrement dans le champ des politiques d'insertion et d'intégration des personnes d'origine étrangère ;
- de conseiller et assister les ministères. Le premier ministre a souhaité depuis quelques années davantage recourir à l’Inspection pour la mise en œuvre de ses politiques prioritaires. L’IGA a ainsi été fortement sollicitée pour préparer le passage à la Loi organique relative aux lois de finances au ministère de l’Intérieur mais aussi au niveau interministériel dans le cadre du Comité interministériel d’audit des programmes (CIAP). En 2007, il a été fait appel à l’inspection pour accompagner en temps réel l’expérimentation de la régionalisation des budgets opérationnels de programmes, exercer une expertise au projet de création de zones franches outre-mer, améliorer l'accueil des usagers du service des étrangers de la préfecture de Bobigny, initier et promouvoir les plans de développement de la biométrie et de la vidéosurveillance. Par ailleurs, des membres de l’inspection sont chargés d’animer les travaux portant sur le fichier national des empreintes génétiques ou la biométrie en matière de visas. D’autres représentent le ministère au titre du Médiateur de la République, de la délégation aux usagers et aux simplifications administratives, du développement durable, ou encore pour la mise en œuvre de la Loi organique relative aux lois de finances. Enfin, de nombreux inspecteurs réalisent des missions d'assistance administrative auprès de gouvernements étrangers.

La diversité des travaux de l’inspection est ainsi à l’image de la variété des profils et des carrières des membres qui la composent. La plupart d'entre eux effectuent d'ailleurs des parcours associant phases d'activité dans le corps et phases de mobilité au sein du ministère de l'intérieur ou d'autres administrations, voire dans des entreprises ou établissements publics.

## Les membres de l’inspection
L’inspection générale de l'administration est, avec l'inspection générale des finances (IGF) et l'inspection générale des affaires sociales (IGAS), un des trois corps d'inspection interministériels de l'État et recrute, à titre principal, ses membres à la sortie de l’École nationale d'administration (ENA). Placés sous l’autorité directe du ministre de l’intérieur, ses membres exercent leur mission par délégation de celui-ci, ce qui garantit leur indépendance dans leur comportement et leurs jugements vis-à-vis des hauts fonctionnaires et services centraux ou déconcentrés, objets de leurs contrôles et de leurs évaluations.
Au 1er janvier 2018, l’IGA comptait 92 membres, parmi lesquels 55 étaient en activité dans le corps, renforcés par une dizaine d’inspecteurs généraux en service extraordinaire (préfets, administrateurs civils et territoriaux) et de chargés de mission (officiers supérieurs de gendarmerie, commissaires de police et des sapeurs-pompiers).
Depuis sa constitution en corps particulier sous la IIIe République entre 1901 et 1907, l’inspection a régulièrement compté parmi ses membres des personnalités qui, en raison de leur contribution à la vie publique, ont bénéficié d’une notoriété particulière. Plusieurs d’entre eux ont notamment exercé des fonctions de parlementaires ou de membres de gouvernements.[réf. nécessaire]. André Tardieu, Jacques Brunschwig-Bordier, les résistants Pierre-Charles Krieg, Finelli (?) et Fourneret (?), Édouard Lebas, Yvan Blot, Jean-Yves Le Gallou, Florian Philippot, Anne-Marie Escoffier, Clotilde Valter. Certains membres de l’inspection contribuent de manière régulière aux débats de société ou à des travaux historiques, comme Maxime Tandonnet, Arnaud Teyssier.

## Chefs
- 1948-1964 : Jacques Brunschwig-Bordier[6]
- 1964-1975 : Roger Wuillaume[7]
- 1975-1976 : Jacques Saunier[8]
- 1976-1983 : Jean Guillon[9]
- 1983-1990 : Michel David[10]
- 1990-1994 : Jean-Marc Erbès
- 1994-2000 : Jean-François Lorit
- 2000-2006 : Daniel Limodin
- 2006-2009 : Thierry Klinger
- 2009-2010 : Pierre Duffé
- 2010-2013 : Michel Sappin
- 2013-2014 : Marc Abadie
- depuis le 1er février 2015, Michel Rouzeau